# 東京都立萩山実務学校
東京都立萩山実務学校（とうきょうとりつはぎやまじつむがっこう）は、東京都東村山市萩山町にある児童自立支援施設。東京都福祉局が運営する。

## 概要
不良行為をした、またはするおそれのある児童のほか､ 環境的な理由により生活指導等を必要とする児童を入所させ､ 児童の自立を支援し、あわせて退所した者について相談援助を行うことを目的とする。

### 沿革
（事業概要 から抜粋）
- 1900年（明治33年） : 開校式（7月22日、東京市養育部感化部）
- 1905年（明治38年） : 北多摩郡武蔵野村（現・武蔵野市吉祥寺）に移転し「井之頭学校」となる。
- 1934年（昭和09年） : 名称「東京市養育院井之頭学校」となる。少年教護法に基づく認可施設となる。
- 1939年（昭和14年） : 現在地に移転。名称「東京市萩山実務学校」となる。
- 1944年（昭和19年） : 1943年（昭和18年）7月の都政施行により、「東京都立萩山実務学校」となる。
- 1948年（昭和23年） : 児童福祉法の施行により、同法による都立教護院となる。
- 1998年（平成10年） : 児童福祉法の改正により、同法による児童自立支援施設となる。
- 2000年（平成12年） : 百周年記念行事を実施。